# Michael A. Musmanno

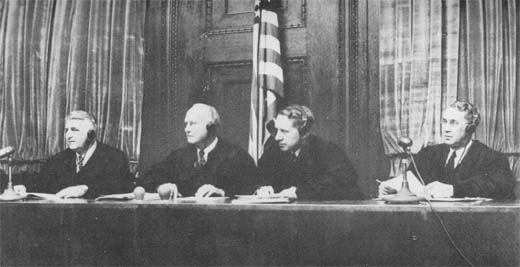
Richter Musmanno (zweiter von rechts) beim Pohl-Prozess (1950)

Michael Angelo Musmanno (* 7. April 1897 in Stowe, Allegheny County, Pennsylvania; † 12. Oktober 1968 in Pittsburgh, Pennsylvania) war ein US-amerikanischer Jurist, Marineoffizier und Richter in Pennsylvania. Er war auch in drei Nürnberger Nachfolgeprozessen als Richter tätig.

## Leben
Musmanno wurde in einem Industriequartier einige Kilometer westlich von Pittsburgh geboren. Als Jugendlicher arbeitete er in Kohlebergwerken und Stahlfabriken, um sich sein Jurastudium zu finanzieren. Von 1927 bis zu seinem Tod bemühte er sich juristisch um eine Revision des Urteils im Fall Sacco und Vanzetti, auch nachdem die beiden hingerichtet worden waren.
Als die USA in den Zweiten Weltkrieg eintraten, war Musmanno Richter im Allegheny County. Aufgrund seines Richteramtes wäre er vom Militärdienst befreit gewesen. Er diente trotzdem freiwillig in der US Navy und wurde mehrfach ausgezeichnet. Am Ende des Krieges wurde er dem amerikanischen Militärgericht in Nürnberg zugeteilt, wo er an drei der Nürnberger Nachfolgeprozesse mitwirkte:
- Fall II: Milch-Prozess
- Fall IV: Prozess Wirtschafts- und Verwaltungshauptamt der SS
- Fall IX: Einsatzgruppen-Prozess (als Vorsitzender)

Während seiner Zeit in Deutschland beschäftigte er sich intensiv mit den Geschehnissen im Führerbunker, die zu Hitlers Tod führten. Dafür unterhielt er sich mit einer Vielzahl von Augenzeugen. Zudem wurden Filmaufnahmen von Interviews mit zwanzig dieser Augenzeugen angefertigt, unter anderem mit Traudl Junge und Artur Axmann. Die Ergebnisse seiner Recherchen publizierte er 1950 im Buch In 10 Tagen kommt der Tod (orig. Titel: Ten days to die). 2013 wurden zudem erstmals die Filmaufnahmen im Dokumentarfilm Zeugen des Untergangs – Die verschollenen Interviews von 1948 verwendet.
Nach seiner Tätigkeit in Nürnberg kehrte er nach Pennsylvania zurück, wo er 1951 zum Richter am Obersten Gerichtshof des Staates gewählt wurde und 1952 dieses Amt antrat. Er übte es bis zu seinem Tod 1968 aus.

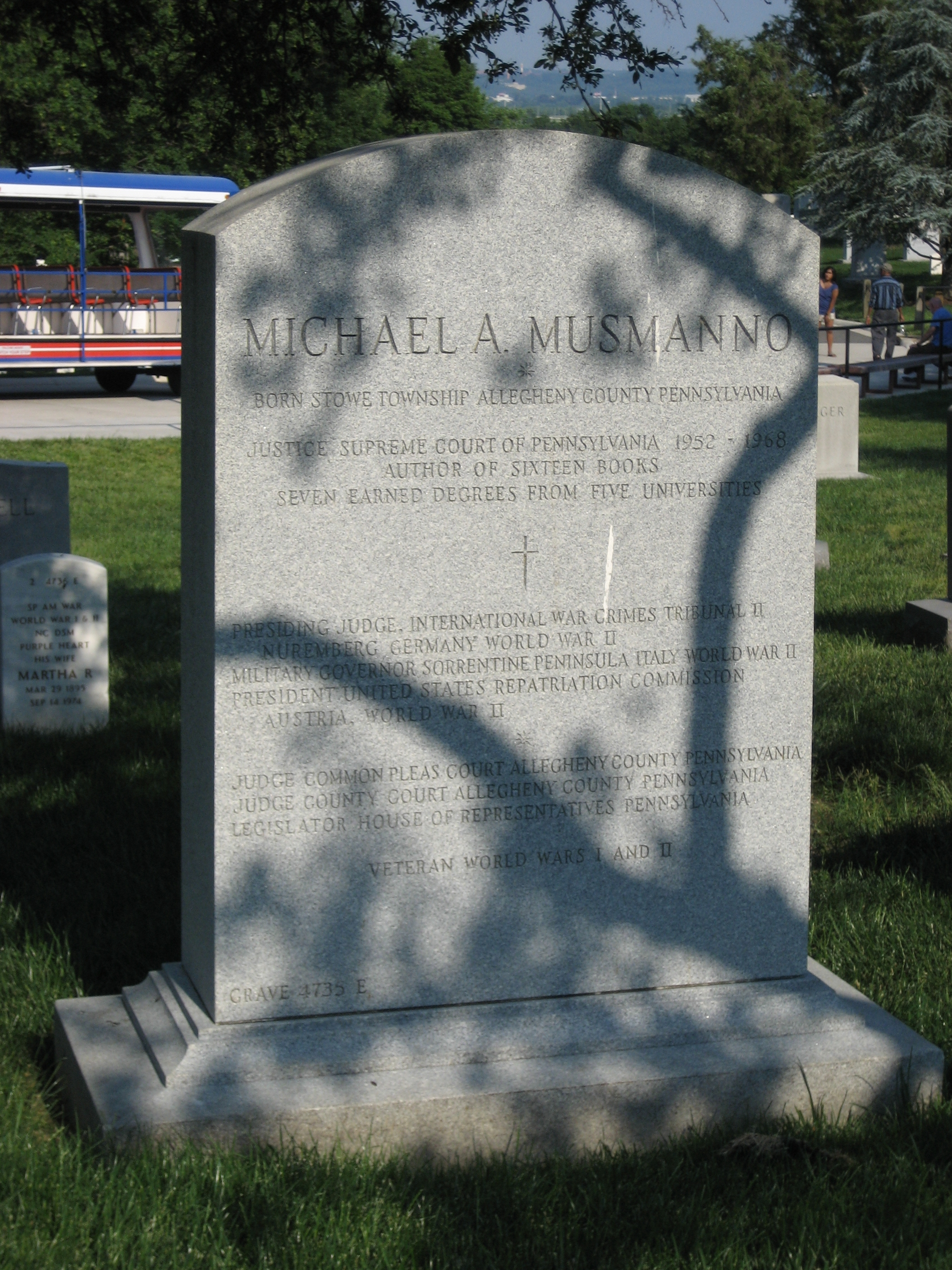
Musmannos Grab auf dem Nationalfriedhof Arlington

Als Autor hat Musmanno mehrere Sachbücher verfasst. Seine Kurzgeschichte Jan Volkanik war 1936 die Vorlage für das Drehbuch des Dramas In blinder Wut von Michael Curtiz.
Musmanno ist auf dem amerikanischen Nationalfriedhof Arlington begraben.

## Werke
- In 10 Tagen kommt der Tod (orig.Titel: Ten days to die), Droemersche Verlagsanstalt, München 1950.
- The Eichmann Kommandos, Macrae Smith, Philadelphia, 1961.
- An American replies to a defamation of the Italians, 1965.
- Hitlers letzte Zeugen, Herbig, München, 2004 (Neuauflage von In 10 Tagen kommt der Tod[4]).